# Crimes de guerre des Tchetniks pendant la Seconde Guerre mondiale
Les Tchetniks, un mouvement royaliste yougoslave et nationaliste serbe et une force armée prônant la guérilla, ont commis de nombreux crimes de guerre pendant la Seconde Guerre mondiale, notamment dirigés contre la population non serbe du royaume de Yougoslavie, principalement des musulmans et des Croates, et contre les partisans yougoslaves dirigés par les communistes et leurs soutiens. La plupart des historiens s'étant penchés sur la question considèrent ces crimes contre les musulmans et les Croates comme constituant un génocide.
Le mouvement tchetnik a attiré ses membres de l'Association tchetnik de l'entre-deux-guerres et de divers groupes nationalistes serbes. Certains idéologues tchetniks se sont inspirés du mémorandum sur la Serbie homogène de Stevan Moljević de juillet 1941, qui définissait les frontières d'une Grande Serbie ethniquement pure. Un document similaire est présenté au gouvernement yougoslave en exil en septembre 1941. Le gouvernement yougoslave a adopté les Tchetniks et leurs idées fondamentales, qui faisaient déjà partie du cadre politique de la Yougoslavie d'avant-guerre. Une directive de décembre 1941, attribuée au chef tchetnik Draža Mihailović, ordonnait explicitement le nettoyage ethnique des musulmans et des Croates du Sandžak et de Bosnie-Herzégovine. L'un des principaux idéologues tchetniks, Dragiša Vasić, affirme en mai 1942 que les transferts de population et les déportations devront avoir lieu dans la période d'après-guerre.
Dès le début de la guerre, les Tchetniks expulsent les musulmans et les Croates des zones qu’ils contrôlent et se livrent à des massacres massifs. À la fin de 1941, ils se lient à divers groupes pro-tchetniks indépendants qui participent à des révoltes contre l'État indépendant de Croatie (NDH) dirigé par les Oustachis. Avec l'aide de l'Italie fasciste, les Tchetniks établissent une forme de gouvernement civil et militaire dans de grandes parties de la Bosnie orientale, suivie par des mesures discriminatoires et des massacres systématiques de non-Serbes dans la région. La campagne génocidaire des Tchetniks atteint son apogée entre octobre 1942 et février 1943. Les défaites militaires et la perte du soutien allié contraignent les Tchetniks à modérer leur politique envers les Croates et les musulmans. Malgré ces efforts, les massacres de civils se poursuivront jusqu'à la fin de la guerre. Les tactiques de terreur contre les Croates sont, au moins dans une certaine mesure, une réaction à la terreur perpétrée par les Oustachis ; cependant, les plus grands massacres tchetniks ont lieu dans l'est de la Bosnie, où ils précèdent toute opération importante des Oustachis. Les Croates et les Bosniaques vivant dans les zones destinées à faire partie de la Grande Serbie devront de toute façon être débarrassés des non-Serbes, conformément à la directive de Mihailović du 20 décembre 1941.
Les estimations du nombre de morts causées par les Tchetniks en Croatie et en Bosnie-Herzégovine varient entre 50 000 et 68 000 musulmans et Croates. Pour la région du Sandžak, plus de 5 000 victimes sont enregistrées. Environ 300 villages et petites villes ont été détruits, ainsi qu'un grand nombre de mosquées et d'églises catholiques. En 1946, Dragoljub Mihailović a été reconnu coupable de crimes de guerre et de haute trahison et exécuté avec neuf autres commandants tchetniks.

## Contexte

### Entre-deux-guerres
Pendant l'entre-deux-guerres dans le royaume de Yougoslavie, les vétérans des unités de guérilla serbe connues sous le nom de Tchetniks sont divisés en différentes organisations, en fonction de leur affiliation au Parti démocrate ou au Parti radical populaire. Les organisations alignées sur le Parti radical promettent l'idée d'une Grande Serbie. Le chef de l'une de ces organisations est Puniša Račić, qui tua en 1928 deux députés du Parti paysan croate (HSS) et blessa mortellement son président, Stjepan Radić, au Parlement yougoslave (en). Ces organisations sont dissoutes après l'imposition de la dictature royale par le roi Alexandre en 1929, et la plupart de leurs membres rejoignent alors l'« Association tchetnik pour la liberté et l'honneur de la patrie » d'origine qui perdurera. En 1932, Kosta Pećanac devient président de l'Association tchetnik. En tant que président, celle-ci est transformée en une organisation politique serbe agressivement partisane et autorise l'entrée aux non-vétérans. En 1938, le nombre de membres atteint environ 500 000 personnes.
Des sous-comités de l'Association tchetnik sont créés dans toute la Bosnie-Herzégovine, en particulier en Bosnie orientale, dans les territoires qu'ils envisagent dans une future Serbie élargie. Des sous-comités sont également formés en Croatie, principalement dans les zones habitées par les Serbes. Ils agissent comme des organisations semi-militaires et sont impliqués dans des activités violentes tout au long des années 1930, y compris des meurtres. L'opposition croate et slovène à l'Association tchetnik conduit à son interdiction dans les Banovines (en) avec une majorité ethnique croate et slovène. Certaines de ses sections continueront à opérer dans ces régions au cours des années suivantes, à une échelle réduite. Les sous-comités tchetniks et les organisations ayant un programme similaire s'opposent à la formation de la banovine autonome de Croatie, qui est négociée en août 1939 dans le cadre de l'accord Cvetković-Maček par les dirigeants politiques croates et serbes. Ils appellent à la création de la Banovine de Serbie (en), avec des parties de la Bosnie-Herzégovine et de la côte dalmate incluses dans la Banovine croate. Dirigé par le groupe du Club culturel serbe (en), un mouvement appelé « Serbes unis » (Srbi na okup) est formé, qui affirme que la position des Serbes dans la Banovine de Croatie est menacée. Les organisations pro-tchetniks sont actives dans le travail du mouvement. Malgré ses activités, notamment une pétition pour la sécession des districts à majorité serbe, le mouvement ne reçoit pas un large soutien parmi les Serbes de Croatie. Lors des élections locales croates de 1940 (en), les partis et les listes soutenus par le mouvement obtiennent de mauvais résultats par rapport au Parti démocratique indépendant (en), majoritairement serbe, membre de la coalition gouvernementale avec le HSS,. En 1941, environ 300 organisations tchetniks et similaires sont dénombrées en Bosnie-Herzégovine et environ 200 en Croatie.

### Seconde Guerre mondiale
Le 6 avril 1941, l'Allemagne nazie, l'Italie et la Hongrie envahissent la Yougoslavie. La Yougoslavie capitule le 17 avril et le pays est divisé par les puissances de l'Axe. Dans le nord de la Bosnie, un groupe d'officiers et de soldats de l'Armée royale yougoslave, dirigé par le colonel Draža Mihailović, refuse de se rendre et se dirige vers les collines. Ils s'installent à Ravna Gora en Serbie où ils installent leur quartier général. Bien que n'étant pas issus des organisations tchetniks de l'entre-deux-guerres, lors de la création d'un poste de commandement, ils sont désignés sous le nom de « détachements tchetniks de l'armée yougoslave ». Leur nom sera ensuite changé en « Armée yougoslave de la patrie », mais ils demeurent communément connus sous le nom de Tchetniks. Pećanac lève également des unités de guérilla, mais refuse d'engager les forces de l'Axe et conclut des accords en août avec le gouvernement fantoche serbe et les autorités allemandes. Ses forces n'ont pas coopéré avec Mihailović.
Draža Mihailović entreprend une structuration militaire et politique du mouvement. En août 1941, il crée le Comité national tchetnik en tant qu'organe consultatif. Il comprend d'anciens hommes politiques et des membres d'organisations telles que le Club culturel serbe, avec une orientation idéologique grand-serbe. En dehors de la Serbie, divers groupes indépendants se forment en partageant la même idéologie tchetnik. Ces groupes prennent part à des soulèvements armés contre l’État indépendant de Croatie (NDH) dirigé par les Oustachis, un État fantoche de l’axe établi en Yougoslavie occupée, au cours de l’été 1941. Les soulèvements sont une réaction à la politique génocidaire menée par les Oustachis contre les Serbes. Mihailović cherche à prendre le commandement des insurgés et à les intégrer dans le mouvement tchetnik. Au cours des premiers mois de la guerre, les Tchetniks coopèrent dans leurs activités anti-Axe avec les partisans yougoslaves dirigés par les communistes sous Josip Broz Tito, avec lesquels ils sont ensuite entrés en conflit.
En septembre, Mihailović établit ses premiers contacts avec le gouvernement yougoslave en exil, qui adopte le mouvement tchetnik et ses principaux objectifs comme base de la Yougoslavie d'après-guerre. Le régime yougoslave dominé par les Serbes promut une politique grand-serbe et anti-croate durant l’entre-deux-guerres.

## Massacres des musulmans et des Croates

### Plans de nettoyage ethnique

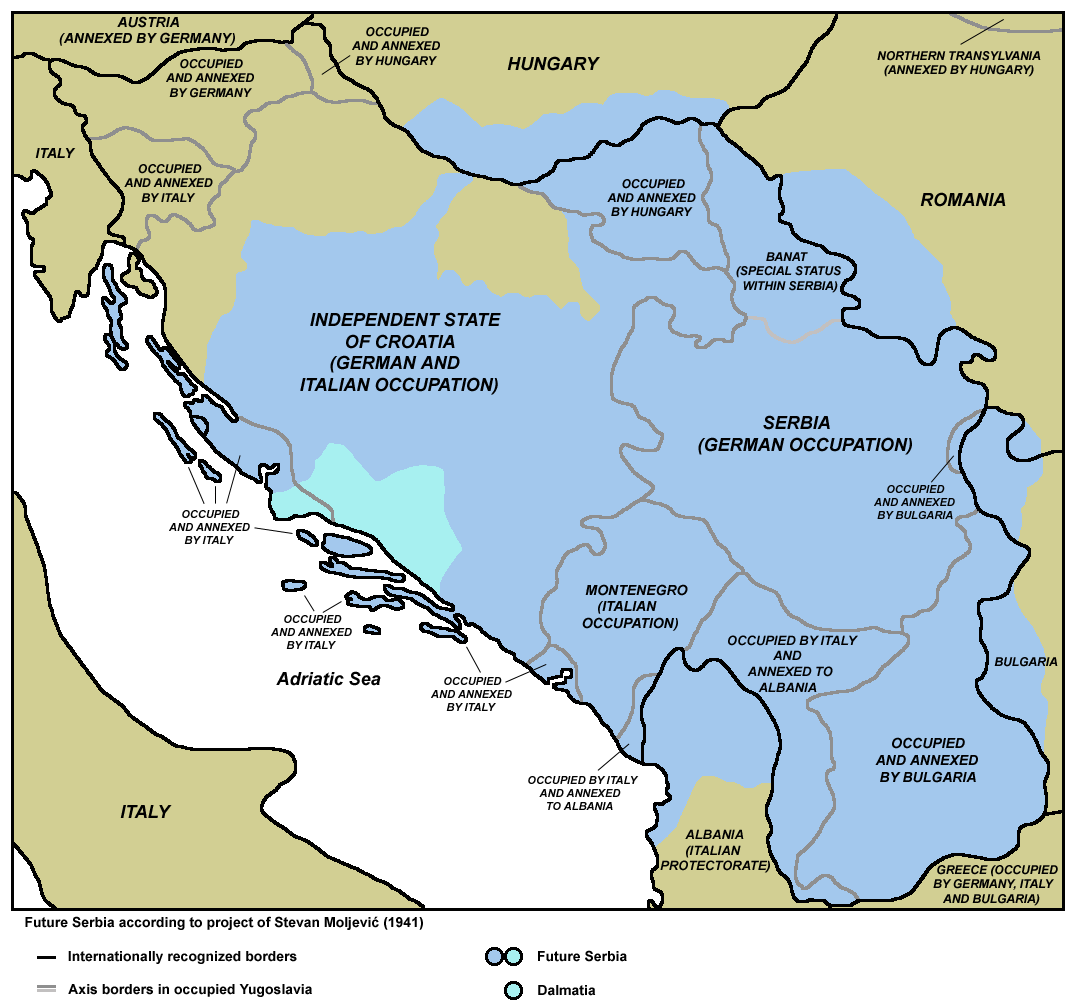
La Serbie homogène de Stevan Moljević.

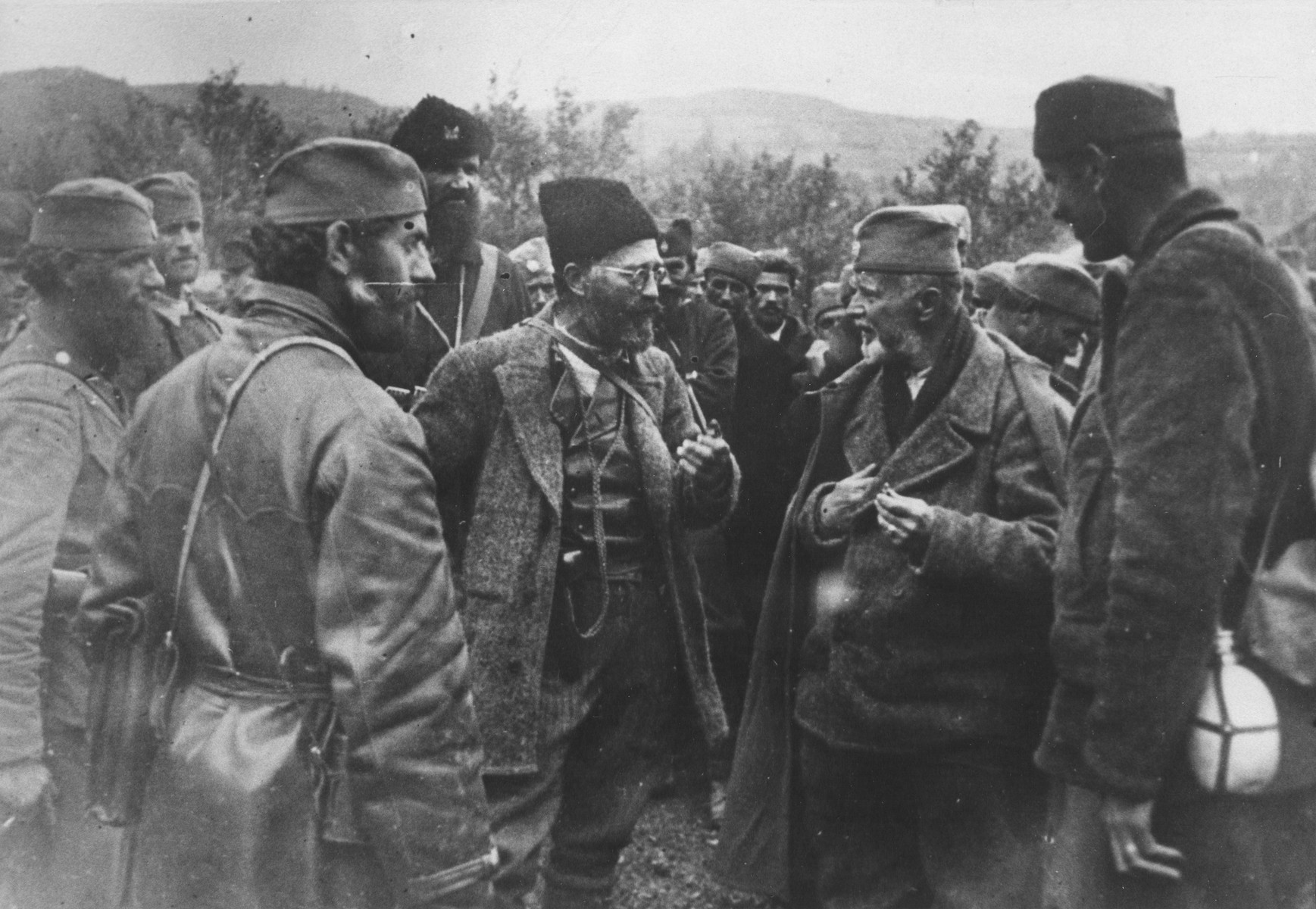
L'idéologue Dragiša Vasić (second à droite) s'adressant à Draža Mihailović et à d'autres Tchetniks.

L'idéologie tchetnik englobe la notion de Grande Serbie, qui devra être réalisée grâce au nettoyage ethnique des musulmans et des Croates afin de créer des zones ethniquement homogènes. La majorité des documents des dirigeants tchetniks mettent l'accent sur le « nettoyage », la « réinstallation » ou le « déplacement » de populations non serbes, ainsi que sur les exécutions de « traîtres », qui se transformeront en massacres de Croates et de musulmans. Dans au moins un document, il est question de la destruction totale des groupes ethniques et du fait que « les musulmans de Bosnie, d'Herzégovine et de Croatie doivent être liquidés ». Après la guerre, les Tchetniks, en tant qu'instrument du gouvernement yougoslave en exil, envisageaient d'imposer une dictature pour réaliser leurs objectifs.
Le 30 juin 1941, Stevan Moljević, avocat et membre du Club culturel serbe, rédige le mémorandum Serbie homogène, appelant à la création d'une Grande Serbie et à son nettoyage ethnique de la population non serbe. Deux mois plus tard, il devient membre du Comité national tchetnik. Dans une lettre à l'idéologue chetnik Dragiša Vasić en décembre 1941, il réitéra ses idées et proposa de « nettoyer la terre de tous les éléments non serbes ». Dans une autre lettre à Vasić en février 1942, il note : « alors de l'intérieur, le pays doit être nettoyé de tous les éléments non serbes. Les mécréants doivent être punis sur place, et pour le reste, la route doit être ouvert : pour les Croates en Croatie et pour les Musulmans en Turquie (ou Albanie) ». Ces tendances seront confirmées et développées dans des documents ultérieurs.
Selon l'historien Mark Levin, aucune preuve ne montre que les massacres commis par les Tchetniks représente la conséquence directe des écrits de Moljević. Le discours de Moljević est similaire à celui formulé par le Comité tchetnik de Belgrade et présenté au gouvernement yougoslave en exil en septembre 1941. Le programme est divisé en quatre parties. Sous l'article II, Mihajlović propose un plan pour la période d'après-guerre:
« 
- punir tous ceux ayant servi l'ennemi de manière criminelle et volontairement travaillé à l'anéantissement du peuple serbe ;
- tracer les frontières de facto des terres serbes et garder la population serbe existante ;
- accorder une attention particulière au nettoyage rapide et radical des villes et combler ces pertes par de nouvelles populations serbes ;
- préparer un plan de nettoyage ou de déplacement de la population paysanne afin d'atteindre l'objectif d'homogénéité de la communauté étatique serbe ;
- au sein de la communauté serbe, prêter attention à la question des musulmans en particulier afin de la résoudre.

 »
Une carte est réalisée sur la base du plan, dans laquelle des chiffres précis concernant les déplacements de population sont présentés. Il est prévu l'expulsion de 2 675 000 personnes des frontières de la Grande Serbie, dont 1 000 000 de Croates et 500 000 Allemands. Le plan prévoit également le transfert de la population des Serbes situés en dehors de ces frontières. Aucun chiffre précis n’est donné pour les musulmans. Un mémorandum écrit portant la signature de Mihailović, daté du 20 décembre 1941, adressé aux commandants nouvellement nommés au Monténégro, Đorđije Lašić et Pavle Đurišić, décrit les objectifs des Chetniks:

« 

1. la lutte pour la liberté de toute notre nation sous le sceptre de Sa Majesté, le roi Pierre II ;
2. la création d'une Grande Yougoslavie et, en son sein, d'une Grande Serbie ethniquement pure et comprenant la Serbie, le Monténégro, la Bosnie-Herzégovine, la Syrmie, le Banat  et Bačka  ;
3. la lutte pour l'inclusion dans la Yougoslavie de tous les territoires slovènes encore non libérés par les Italiens et les Allemands (Trieste, Gorizia, Istrie et Carinthie) ainsi que la Bulgarie et le nord de l'Albanie avec Scutari ;
4. le nettoyage du territoire de l'État de la totalité des minorités nationales et des éléments anti-nationaux ;
5. la création de frontières contiguës entre la Serbie et le Monténégro, ainsi qu'entre la Serbie et la Slovénie en nettoyant la population musulmane du Sandžak et les populations musulmanes et croates de Bosnie-Herzégovine. »

— Directive du 20 décembre 1941
Bien que l'origine du document et son lien avec Mihailović demeurent contestés, il montre comment l'objectif fondamental des Tchetniks devait être atteint. Un document de mars 1942 de la division tchetnik Dinara (en), active dans le nord de la Dalmatie, suivait de près le mémorandum de décembre 1941. Le document appelait à la création d'une Grande Serbie avec une population exclusivement serbe et au nettoyage de la Dalmatie, de la Lika, de la Bosnie et de l'Herzégovine des Croates et des musulmans.
Dans une lettre de mai 1942, Vasić salue les écrits de Moljević comme une idée très intéressante. Vasić soutient « la question d'une Serbie homogène, qui devra inclure toutes les régions dans lesquelles vivent aujourd'hui les Serbes, est au-delà de toute discussion ». Selon lui, les Tchetniks manquent de force pour mener à bien le nettoyage ethnique prévu pendant la guerre et conclut que ce problème devra être résolu dans les années qui suivront la fin de la guerre : « Par conséquent, si nous sommes sages, cette question du nettoyage ou de la réinstallation et de l'échange des populations ne sera pas si difficile ». Le journal de Mihailović du printemps 1942 dit : « La population musulmane, par son comportement, est arrivée à une situation où notre peuple ne souhaite plus les avoir parmi nous. Il est nécessaire dès maintenant de préparer son exode vers la Turquie ou ailleurs à l'extérieur de nos frontières ». Un manuel tchetnik de décembre 1942 parle de la « vengeance » contre les Croates à la fin de la guerre.
Une lettre datant du 13 février 1943 rédigée par le commandant du corps Ozren, envoyée au commandant du détachement Zenica, fait référence aux instructions de décembre 1941:

« Peut-être que ces objectifs semblent ambitieux et irréalisables pour vous et vos combattants. Souvenez-vous des grandes batailles pour la liberté sous la direction de Karađorđe. La Serbie était peuplée de 'Turcs' (musulmans). À Belgrade et dans d’autres villes serbes, les minarets musulmans étaient proéminents et les 'Turcs' procédaient à leur nettoyage nauséabond devant les mosquées, comme ils le font actuellement en Bosnie-Herzégovine serbe. À cette époque, notre pays regorgeait de centaines de milliers de musulmans. Parcourez la Serbie aujourd'hui. Vous ne trouverez nulle part un 'Turc' (musulman), vous ne trouverez même pas une de leurs tombes, ni même une seule pierre tombale musulmane (...) C'est la meilleure preuve et la plus grande garantie que nous réussirons dans la sainte bataille d'aujourd'hui et que nous exterminerons tous les 'Turcs' de nos terres serbes. Il ne restera pas un seul musulman parmi nous (...) Les paysans et autres « petites » classes seront déplacés vers la Turquie. Grâce à notre gouvernement à Londres, en utilisant le gouvernement allié et bienveillant anglais, s'efforcera d'obtenir l'approbation du gouvernement turc à cet égard (...) Tous les catholiques ayant péché contre notre peuple au cours de nos jours tragiques, ainsi que tous les intellectuels et ceux aisés seront détruits sans pitié. Nous épargnerons les paysans ainsi que la classe ouvrière inférieure et en ferons de véritables Serbes. Nous les convertirons en orthodoxes par crochet ou par escroc. Voilà les objectifs de notre grande bataille et quand le moment crucial arrivera, ils seront atteints. Nous les avons déjà atteints dans certaines régions de notre pays. »

### Soulèvements de l'été 1941
En juin 1941, les Serbes déclenchent un soulèvement en Herzégovine orientale (en) contre le NDH, provoqué par des massacres à grande échelle perpétrés par les Oustachis. D'autres soulèvements suivent au cours de l'été dans certaines parties du NDH. Les rebelles serbes de ces révoltes sont dans les premiers mois un mélange de communistes et de leurs sympathisants et de groupes nationalistes serbes. Les dirigeants de ces groupes, parmi lesquels d'anciens hommes politiques, d'anciens officiers de l'armée yougoslave et des prêtres orthodoxes, sont affiliés à des organisations nationalistes d'avant-guerre ou à des sous-comités locaux de l'Association tchetnik. Au cours des premiers mois, la plupart n’ont que peu ou pas de contacts avec les dirigeants tchetniks de Ravna Gora et agissent de manière indépendante. Ils prônent une lutte pour la Grande Serbie par l'extermination, l'assimilation ou l'expulsion des non-Serbes et sont prêts à conclure des accords de coopération avec l'Italie. Tous les Croates et les Musulmans sont considérés comme coupables des crimes du régime oustachi.
Les rebelles capturent une grande partie de la Lika, du nord de la Dalmatie et du sud-ouest de la Bosnie. Les zones sous leur contrôle sont ethniquement nettoyées des Croates et des Musulmans, et de nombreux massacres commis. Le 28 juin 1941, le village d'Avtovac, dans l'est de l'Herzégovine, est capturé par les rebelles. Le village est ensuite pillé et incendié, et des dizaines de civils musulmans tués. Lors du soulèvement de Drvar (en), le 27 juillet, 350 Croates sont tués après la prise de Drvar par les rebelles. Le même jour, plus de 200 pèlerins croates sont tués dans le massacre de Trubar (en) près de Drvar, dont leur prêtre, Waldemar Maximilian Nestor. Plus de 90 Croates sont tués lors du massacre de Bosansko Grahovo (en). Les rebelles torturent un prêtre catholique, Juraj Gospodnetić, et finit brûlé vif devant sa mère. Des maisons à Bosansko Grahovo et dans les villages environnants d'Obljaj, Korita, Luka, Ugarci et Crni Lug sont incendiées et plus de 250 civils croates sont tués dans ces attaques. Certains des dirigeants du soulèvement de Drvar ont ensuite joué un rôle important dans le mouvement tchetnik.
Le 28 juillet, dans le village de Brotnja, dans la municipalité de Srb, 37 civils (dont 24 membres de la famille Ivezić) sont massacrés (en) et leurs maisons pillées et détruites par les insurgés. Les Croates de Donji Lapac sont contraints de fuir vers le village de Boričevac, et de là la plupart d'entre eux ont déménagé à Kulen Vakuf, soit au total plus de 2 000 personnes. Le 2 août, les rebelles pillent et incendient Boričevac et tue les 55 civils restés dans le village (en), pour la plupart des femmes et des personnes âgées. Selon l'historien croate Slavko Goldstein (en), les Tchetniks ont tué jusqu'à 179 civils à Boričevac pendant le soulèvement.
Les massacres de fin juillet se poursuivent en août et septembre. Lors du massacre de Krnjeuša (en) début août, au moins 240 civils croates sont tués par les rebelles, pour la plupart des femmes, des enfants et des personnes âgées, et leurs maisons pillées et incendiées. Le prêtre catholique local est torturé et brûlé vif. 70 civils croates sont massacrés (en) dans le village voisin de Vrtoče, où les civils sont décapités et massacrés à coups de couteau. Le 26 août, environ 200 musulmans sont tués dans le village de Berkovići en Herzégovine. En septembre, les rebelles capturent Kulen Vakuf. Environ 2 000 musulmans et un plus petit nombre de Croates sont tués lors du massacre de Kulen Vakuf (en). Les victimes (qui comprennent des centaines de femmes et d'enfants) sont abattues, poignardées, tuées à coups de haches et d'autres outils agricoles, ou noyées dans la rivière Una. Cela est précédé par des massacres de Serbes dans la région de Kulen Vakuf, d'une manière similaire au cours des mois précédents. Le même mois, les villages de Ravno et Stolac en Herzégovine sont incendiés et pillés par les rebelles. Le 3 septembre, les Tchetniks assassinent 425 musulmans de plusieurs villages du district de Plana, près de Bileća. La plupart des corps sont jetés dans la fosse de Čavkarica, dont certains étaient encore en vie.
Environ 50 000 Croates et musulmans fuient les zones contrôlées par les rebelles. La NDH ne dispose pas des forces nécessaires pour réprimer les rebelles et accepte à contrecœur l'accord avec l'Italie pour envoyer ses troupes dans la zone insurgée. L'Italie utilise les soulèvements pour étendre son influence et adopte une politique pro-tchetnik pour déstabiliser le NDH. De nombreux groupes insurgés évitent les conflits avec les Italiens et commencent à collaborer avec eux. Cela conduit à une scission parmi les rebelles, les communistes étant fermement opposés à la collaboration.
Après avoir entendu parler des soulèvements, Mihailović envoie ses émissaires pour prendre le contrôle de groupes idéologiquement proches. À la mi-août 1941, Mihailović envoie les commandants tchetniks Boško Todorović (en) et Jezdimir Dangić en Bosnie orientale. Il attache également des émissaires dans le reste de la Bosnie-Herzégovine, au Monténégro et en Croatie. Les dirigeants de tous les groupes se présentant comme nationalistes serbes ont au moins formellement accepté Mihailović comme leur commandant suprême.

### Administration provisoire de la Bosnie orientale
Sous le commandement de Dangić, les Tchetniks se livrent au vol, aux passages à tabac et au meurtre occasionnel de civils musulmans dans l'est de la Bosnie en septembre. Selon l'historien Redžić, les Tchetniks eux-mêmes ainsi que certains historiens qualifient les crimes et les atrocités contre les musulmans et les Croates de vengeance de la terreur oustachi et des atrocités commises contre la population serbe. L'historien Tomasovich affirme que les tactiques terroristes contre les Croates sont, au moins dans une certaine mesure, une réaction à la terreur perpétrée par les Oustachis, tandis que l'historien Marko Attila Hoare affirme que les plus grands massacres tchetniks ont eu lieu dans l'est de la Bosnie, précédant toute opération oustachi importante. Les Croates et les Bosniaques vivant dans les zones destinées à faire partie de la Grande Serbie doivent de toute façon être nettoyés des non-Serbes, conformément à la directive de Mihailović du 20 décembre 1941. Dans le village de Novo Selo, des civils musulmans sont tués et le village incendié et pillé. Les maisons musulmanes sont également incendiées et pillées après la prise de Rogatica (en) en octobre, de nombreux musulmans sont également tués et expulsés de la ville. En janvier 1942, les Tchetniks tuent environ 2 000 personnes dans le district de Rogatica. En décembre 1941, des Tchetniks du village serbe de Kravica – armés de fusils, de couteaux, de marteaux, de bâtons et de haches – massacrent 86 civils musulmans à Sopotnik (près de Drinjača). Dans le village de Zaklopača, à l'est de Vlasenica, les Tchetniks barricadent un groupe de musulmans dans une école religieuse musulmane locale puis l'incendient, tuant 81 personnes.
Todorović établit des contacts avec les Italiens et négocie le transfert du contrôle de certaines parties de la Bosnie orientale, les districts de Foča, Goražde et Višegrad, aux Tchetniks en novembre 1941. Les Italiens contraignent les autorités du NDH à se retirer de ces zones, puis les remettent aux Tchetniks, qui établissent leur propre gouvernement civil et militaire appelé « Administration provisoire de la Bosnie orientale ». Après avoir pris le contrôle de la zone, les ils se livrent à des massacres et à des pillages systématiques de la population musulmane. L'administration provisoire tchetnik adopte des mesures discriminatoires à l'encontre des musulmans et des Croates de Foča. Les entreprises et les magasins sont pillés, toutes les maisons doivent être déverrouillées à tout moment et toute personne âgée de 16 à 60 ans doit se présenter à l'administration provisoire. Les citoyens ont besoin d'une autorisation spéciale pour quitter leur domicile, et ceux en détenant sont obligés de porter un insigne similaire à l'insigne jaune juif. Plus de 2 000 civils sont massacrés à Foča entre décembre 1941 et janvier 1942. Au même moment, les Tchetniks s'emparent de Goražde après la fin d'un long siège, le 1er décembre. Dangić prononce un discours à Goražde, fait référence à une Grande Serbie et conclut : « nous ne pouvons plus partager le pays avec les balije». Après la fin du discours, ses forces se lancent dans une série de pillages, de viols et de meurtres. De nombreuses victimes sont assassinées sur le pont de la ville et leurs corps jetés dans la Drina. On estime que plusieurs centaines de civils ont été tués dans la ville. Paul Mojzes cite 1 370 musulmans et Croates tués à Goražde lors de ces massacres, du 30 décembre 1941 au 26 janvier 1942. D'autres dénombrent jusqu'à 2 050 musulmans et Croates (soit environ 20 % de la population de la ville) tués au cours de cette période. Vladimir Dedijer (en) et Antun Miletić (en) citent 5 000 hommes, femmes et enfants musulmans de Goražde et Foča tués entre la fin de 1941 et le début de 1942, en représailles aux meurtres d'habitants serbes par la milice musulmane oustaše. Les massacres de Goražde culmine également avec l'enlèvement et le meurtre de cinq religieuses catholiques de diverses nationalités. Entre 2 000 et 3 000 musulmans sont massacrés par les Tchetniks à Vlasenica, de décembre 1941 à février 1942. La politique génocidaire des Tchetniks en Bosnie orientale précéda toute campagne génocidaire significative des Oustachis, qui commença au printemps 1942.
Les massacres se poursuivent dans les mois suivants dans la région. Dans le seul village de Žepa, environ trois cents personnes sont tuées à la fin de 1941. Début janvier, les Tchetniks massacrent cinquante-quatre musulmans à Čelebić et incendient le village. Le même mois, les Tchetniks entrent dans Srebrenica et tuent environ un millier de civils musulmans dans la ville et dans les villages voisins. Des milliers d'autres sont tués à Višegrad,.
Le 26 janvier, Todorović rend compte à Mihailović des progrès des négociations avec les Italiens. La « question serbe » devra être résolue par « l'évacuation, l'éradication et la réinstallation forcée d'un nombre important de musulmans et de catholiques ». Il affirme que les « Turcs » sont hostiles aux Tchetniks et brûlent des villages serbes, tout en signalant la destruction par incendie d'un certain nombre de villages « turcs » dans la région d'Herzégovine par ses Tchetniks. Le 3 mars, un contingent de Tchetniks brûle vifs 42 villageois musulmans à Drakan, dans la région de Višegrad.

### Actions dans d'autres régions

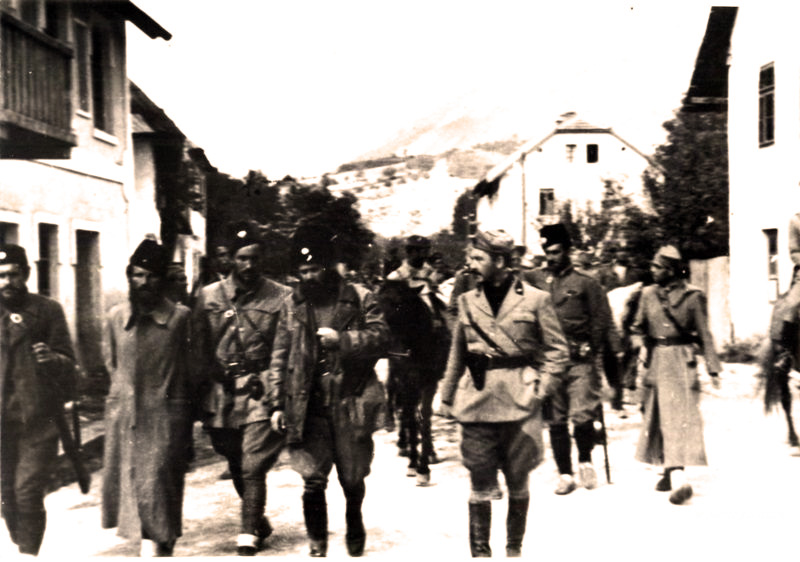
Tchetniks et forces italiennes à Prozor lors de l'opération Alfa en 1942.

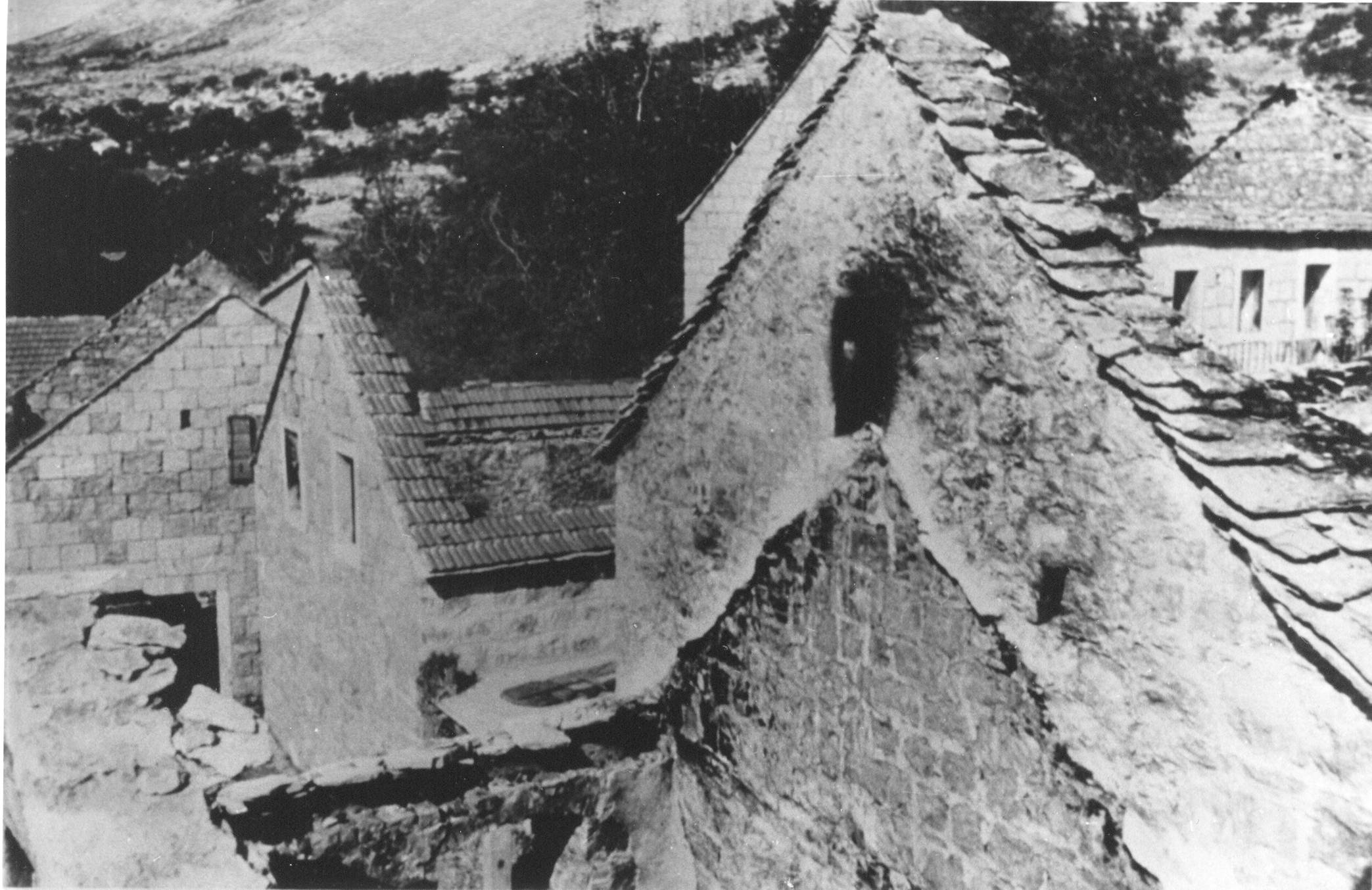
Destructions après le.

Des unités tchetniks indépendantes étaient déjà organisées dans la Lika, dans l'ouest de la Bosnie et dans le nord de la Dalmatie, lorsque l'émissaire de Mihailović atteint la région à la mi-janvier 1942. Les unités sont formées après s'être séparées des forces insurgées initiales à l'été et au début de l'automne 1941. La collaboration avec les forces italiennes a accéléré leur croissance. L'un de leurs dirigeants est Momčilo Đujić, un prêtre orthodoxe serbe, dont les forces tuaient des civils croates dès avril.
À Bosansko Grahovo, sous le chef de guerre local Branko Bogunović (en), qui opère sous le commandement de Đujić et sous la protection italienne, la ville devient un bastion tchetnik. Les Croates locaux sont menacés et tués, et Bogunović empêche le retour des réfugiés ayant reçu en novembre 1941 la permission italienne de retourner dans la ville. À peu près au même moment, alors qu'il visite le village de Kninsko Polje, Bogunović déclare : « Il n'y a aucun salut pour les Croates, ils n'ont pas besoin de fuir car ils ne le peuvent pas, il n'y a pas d'État croate et il n'y en aura jamais. Tous les Croates doivent être massacrés ». Afin de rassembler toutes les unités indépendantes dans les parties occidentales de la Yougoslavie occupée, la division Dinara est formée avec Momčilo Đujić comme commandant. Elle fut jusqu'à la fin de la guerre la force tchetnik la plus importante de la région.
Lors d'une conférence des Tchetniks en juin 1942 dans la région de Manjača en Bosanska Krajina, le commandant local Vukašin Marčetić partage son espoir que « la Bosnie sera nettoyée de tout ce qui n'est pas serbe ». En juillet, ils organisent un rassemblement dans la ville de Trebinje, en Herzégovine orientale, se vantant : « la Bosnie orientale d'aujourd'hui nous appartient totalement [...] Il n'y a plus de Croates là-bas, sauf quelques musulmans mécontents dans les villes ». Le commandant tchetnik Milan Santić déclare à Trebinje : « Les terres serbes doivent être nettoyées des catholiques et des musulmans. Elles seront peuplées uniquement de Serbes. Le nettoyage sera effectué en profondeur. Nous les pousserons tous et les détruirons sans exceptions et sans miséricorde. Ce sera le point de départ de notre libération. Cela doit être fait très rapidement et avec une ferveur révolutionnaire ».
D'autres massacres dans la région de Foča ont lieu en août 1942. Avec l'approbation italienne, les Tchetniks attaquent la ville de Foča, tenue par les Oustachis, et la capture. Environ 3 000 civils musulmans sont tués. Après le massacre, le commandant tchetnik Dobroslav Jevđević publie une déclaration aux musulmans selon laquelle ils « n'ont d'autre choix que d'accepter définitivement la nationalité serbe », et ajoute « toutes les terres dans lesquelles vivent les musulmans feront incontestablement et inviolablement partie de l'entité étatique serbe ». Dans cette même zone, dans un champ près d'Ustikolina et Jahorina, dans l'est de la Bosnie, les Tchetniks de Baćović et Zaharije Ostojić massacrent environ 2 500 musulmans et incendient un certain nombre de villages. Baćović tue également un certain nombre de sympathisants partisans dans une zone élargie.
Sous le commandement de Petar Baćović, les Tchetniks participent fin août à l'opération italienne Albia autour de Biokovo. Au cours de l'opération, les Tchetniks massacrent environ 160 Croates dans la région de Cetina. Baćović décrit leurs activités au cours de l'opération Albia et parle ouvertement de leurs efforts pour exterminer ou nettoyer les populations croates et musulmanes, et cite des exemples d'incendies de villages et de meurtres de civils dans la région de Ljubuški et Imotski. Il mentionne : « nos Tchetniks ont tué tous les hommes âgés de quinze ans ou plus » et trois prêtres catholiques ont été écorchés vifs dans le nord de la Dalmatie. Le même mois, les Tchetniks et les forces italiennes détruisent plusieurs villages croates (Dragljane, Zavojane, Vlaka et Kozice) entre Vrgorac et Split, tuant 150 civils croates ; les victimes de ces meurtres ont eu la gorge tranchée, brûlées vives ou empalées.
Dans la région de Makarska, en Dalmatie du sud, en septembre, les forces de Baćović détruisent 17 autres villages croates et assassinent (en) 900 Croates.
De mai à septembre, sur la base d'un accord avec les autorités italiennes, des unités tchetniks prennent le pouvoir dans certaines zones de l'Herzégovine orientale (à l'exception des villes). Par la suite, des centaines de Croates et de Musulmans sont tués et des milliers expulsés ; environ 28 000 Croates et Musulmans sont expulsés ou déplacés de la seule région de Stolac. Selon des rapports tchetniks, aucun Croate ou Musulman ne resta dans les zones sous leur contrôle.

### Pic des actes terroristes

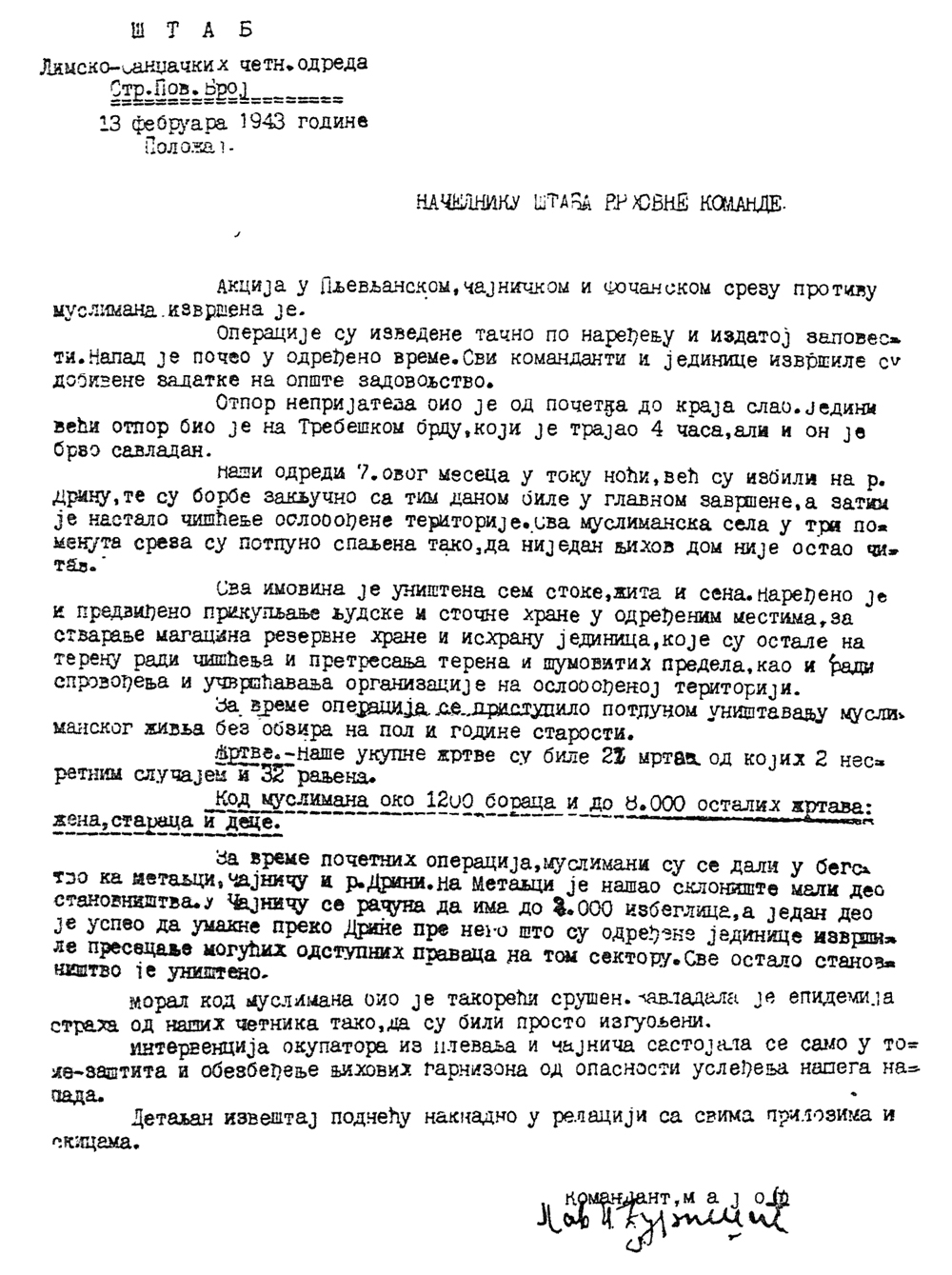
Rapport de Đurišić du 13 février 1943, détaillant les massacres de musulmans dans les comtés de Čajniče et Foča au sud-est de la Bosnie et dans le comté de Pljevlja au Sandžak.

En octobre 1942, sous le commandement de Petar Baćović et Dobroslav Jevđević, les Tchetniks participent à l'opération italienne Alfa (en) contre les partisans dans la région de la Prozor. Les forces tchetniks massacrent des Croates et des musulmans et incendient de nombreux villages de Prozor, avant de recevoir l'ordre des Italiens de quitter la zone sur l'insistance du gouvernement du NDH. L'historien Jozo Tomasevich estime le nombre de personnes tuées à plus de cinq cents. Ivo Goldstein (en) estime le nombre total de décès à 1 500 et attribue cet écart « au fait que les estimations se réfèrent à des territoires différents ». Les historiens Antun Miletić (en) et Vladimir Dedijer (en) estiment le nombre de tués à 2 500. Baćović écrit à Mihailović :« lors des opérations à Prozor, plus de 2 000 Šokci (Croates) et musulmans ont été tués. Les soldats sont ravis »,. Selon le journal partisan Borba « environ 2 000 âmes » sont « tuées par les Tchetniks dans les villages croates et musulmans de Prozor, Konjic et Vakuf », « les districts de Prozor et Konjic comptent des centaines de femmes et d'enfants massacrés ainsi que de nombreuses maisons incendiées ». 200 autres Croates et musulmans sont tués dans la région de Mostar, juste avant les massacres de Prozor. Le même mois, plus de 100 habitants du village de Gata, près de Split, sont massacrés par les Tchetniks de Mane Rokvić (en) et de nombreuses maisons incendiées,. Deux jours plus tard, d'autres massacres ont lieu dans l'arrière-pays dalmate. Les 4 et 5 octobre 1942, les Tchetniks (soutenus par les forces italiennes voisines) tuent 120 civils croates (pour la plupart des personnes âgées, des femmes et des enfants) à Dugopolje et dans les localités voisines. Les victimes de ces massacres sont sadiquement torturées et tuées ; brûlant vifs des civils dans des bâtiments, arrachant les yeux, brisant les crânes et tranchant le cœur des gens avec des couteaux. Le comité local du Parti communiste de Croatie pour la Dalmatie centrale rapporte le 4 octobre 1942:

« [...] Les Tchetniks ont incendié les villages, pillé et massacré toutes les personnes qu'ils ont croisés. [...] Les atrocités sont difficiles à décrire. Tous ceux ne parvenant pas à s'échapper étaient tués. Les femmes et les filles ont été violées ; l'une d'elles a les seins sectionnés, et présente d'autres traces de mutilations sur les parties de son corps. La plupart des personnes tuées sont des personnes âgées, mais l'on trouve également de nombreux enfants. De nombreuses personnes malades et sans défense sont mortes brûlées vives dans des maisons en flammes. La majorité des personnes assassinées ont été tuées à coups de couteau, pour la plupart égorgées. Différentes scènes macabres visibles ; un enfant entre les mains de sa mère, toutes deux massacrées. Par endroits, d'importants tas de cadavres, 10 à 15 corps dans la même zone. »

Selon Ismet Popovac (en), l'ancien maire de Konjic, la population musulmane doit coopérer avec les Tchetniks contre les Oustachis, afin de se protéger. Il convient avec les dirigeants tchetniks de former une milice tchetnik musulmane. Les Tchetniks d’Herzégovine orientale ont alors concentré leurs attaques sur la population croate. En novembre 1942, Popovac rapporte à Mihailović que, grâce à leur coopération en Herzégovine, « les habitants croates, qui sont en grande partie enclins aux Oustachis, ont  été expulsés. De cette manière, de Gabela à Mostar, toute la rive gauche de la Neretva est dorénavant nettoyée, et le nombre de réfugiés est estimé à 12 000 personnes.
Peu de temps après, l'offensive « Marche sur la Bosnie » est planifiée pour décembre 1942 comme campagne contre les partisans. Les unités tchetniks du Monténégro sont mobilisées, mais l'offensive est reportée. Outre l’attaque contre les partisans, l’offensive comprend une attaque génocidaire contre la population musulmane. En janvier et février 1943, ces unités reçoivent l'ordre d'effectuer des « actions de nettoyage » contre les musulmans du Sandžak et du sud-est de la Bosnie. Le commandant tchetnik Pavle Đurišić, qui dirige les opérations, soumet un rapport à Mihailović en janvier selon lequel 33 villages musulmans ont été incendiés et 1 000 femmes et enfants tués. En février, Đurišić rapporte la mort d'environ 8 000 femmes, enfants et personnes âgées. Le nombre de victimes aurait été plus élevé si une partie de la population locale n'avait pas fui vers Sarajevo avant l'offensive. Đurišić souligne : « au cours de l'opération, la destruction totale des habitants musulmans a eu lieu sans distinction de sexe et d'âge ». Dans les districts de Pljevlja, Čajniče et Foča, « tous les villages musulmans [...] ont été totalement incendiés, de sorte qu'aucune maison n'est restée debout ». Il note la prise de mesures afin d'empêcher le retour des réfugiés. Du 4 au 7 février, 576 civils musulmans (dont 443 mineurs) sont massacrés à Bukovica (en), près de Pljevlja. En mars, 500 civils musulmans sont tués dans la région de Goražde. Les actions de nettoyage entreprises au début de 1943 indiquent qu’elles constituent une mise en œuvre partielle de la directive de décembre 1941. Mihailović cite l'action tchetnik au Sandžak comme l'un de ses succès, notant la « liquidation de tous les musulmans des villages à l'exception de ceux habitant dans les petites villes ». Dans la région de Foča, les Tchetniks se livrent à la conversion forcée des musulmans à l'orthodoxie. On estime que 10 000 personnes ont été tuées dans les opérations anti-musulmanes commandées par Đurišić entre janvier et février 1943. Le nombre de victimes aurait été plus élevé si de nombreux musulmans n'avaient pas déjà fui la région  —  la plupart vers Sarajevo  —  lorsque l'action a commencé en février. Selon l'historien bosniaque Šemso Tucaković (en), jusqu'à 20 000 musulmans pourraient avoir été tués dans la région de Podrinje lors des massacres de 1943.
La défaite partisane des Tchetniks lors de la bataille de la Neretva, qui chassa les forces tchetniks des rivières Neretva et Drina, mit en grande partie fin à cet assaut génocidaire en mars 1943. Selon les données allemandes vérifiées sur le territoire de leur zone, dans six districts de Bosnie orientale et quatre districts de Bosnie centrale, 8 400 Croates et 24 400 musulmans ont été tués par les forces tchetniks, soit un total de 32 800 personnes.
Dans certaines régions de Bosnie-Herzégovine, la politique des Tchetniks à l'égard des musulmans varie entre une hostilité ouverte et des tentatives d'amélioration des relations, à l'instar de la politique des autorités du NDH à l'égard des Serbes. Ces appels rencontrent un succès limité car ils seront souvent suivis de nouveaux massacres. Les musulmans du Sandjak sont menacés par Đurišić par des paroles telles que « c'est leur dernière chance [de réfléchir à leur sort et de se tourner immédiatement vers les Tchetniks] car après, il sera trop tard ». Zaharije Ostojić rapporte à Mihailović en janvier 1943 :  « la question musulmane » devra être résolue différemment selon la situation de la région. Ostojić travaille avec Popovac pour enrôler des musulmans dans les rangs tchetniks d'autres régions. Malgré ces tentatives, il travaille « sur un plan détaillé pour l'éradication des 'Turcs' dans la région de Čajniče. Cette opération devra durer quatre jours ».
Les forces de Đujić et Baćović sont actives dans l'arrière-pays dalmate en janvier 1943. 33 personnes sont exécutées dans le district d'Imotski et 103 dans la région de Vrlika et ses environs. Entre 60 et 80 Croates sont assassinés dans le village de Maovice le 26 janvier 1943 ; la plupart à coups de couteau ou jetés vivants dans des bâtiments en feu. Le 25 mars 1943, les unités tchetniks de la division Dinara (en) reçoivent l'ordre de commencer « à nettoyer [la zone] des Croates et des musulmans » et à créer « un couloir national le long de la montagne Dinara pour la connexion de l'Herzégovine avec la Dalmatie du Nord et la Lika ».
En avril 1943, les Tchetniks de Đujić installent une prison et un site d'exécution dans le village de Kosovo (aujourd'hui Biskupija), près de Knin. Des milliers de civils locaux (croates et même antifascistes serbes), y compris des femmes et des enfants, ainsi que des partisans capturés, sont détenus et maltraités dans cette prison, tandis que des centaines de prisonniers (jusqu'à plus de 1 000) sont torturés puis tué sur un site d'exécution près d'un ravin proche du camp.

### Étape ultérieure de la guerre
Les défaites militaires subies par les partisans en mars et avril 1943, les mesures sévères allemandes et la perte d'influence au sein du gouvernement en exil auront un impact sérieux sur les activités des Chetniks. Pour renverser la situation, les Tchetniks tentent de faire appel aux non-Serbes et de les enrôler dans leurs rangs. La propagande tchetnik parle de « l'amour fraternel et de la coopération » entre les musulmans, les Croates et les Serbes. Moljević parle de « l'unité avec les musulmans et les Croates », mais ces actions auront peu d'effet. Après la capitulation de l’Italie, les Allemands optent pour une coopération plus directe avec les Tchetniks.
Les tactiques terroristes ne se sont pas arrêtées au printemps 1943. Deux corps tchetniks mènent une offensive dans l'est de la Bosnie contre les forces de la NDH en octobre 1943. Deux mille civils musulmans sont massacrés après la prise de la ville de Višegrad. Environ une semaine plus tard, les Tchetniks s'emparent de la ville de Rogatica. La majeure partie de sa population a fui plus tôt. Les quelques civils restants sont tués et une grande partie de la ville est incendiée. L'offensive entraîne la fuite d'un grand nombre de réfugiés vers Sarajevo. Les autorités du NDH estime à 100 000 le nombre de réfugiés originaires de Bosnie orientale. Le 10 juillet 1943, les Tchetniks de Đujić et les membres de la « Division Bergame (en) » italienne massacrent plus de 112 civils croates et capturent des partisans dans le village de Lovreć et ses environs. 24 des victimes civiles sont brûlées vives dans une seule maison.
Entre le 26 et le 30 mars 1944, les Tchetniks de la division Dinara, aux côtés de la 7e division SS « Prinz Eugen » et de la 369e division d'infanterie « Ustaše » (sous commandement allemand), massacrent au moins 1 525 civils croates lors de représailles anti-partisans dans plusieurs villages de l'arrière-pays dalmate.
Le 30 avril 1944, les Tchetniks, en collaboration avec le régiment de police SS de Bozen et les fascistes italiens locaux, massacrent 269 civils croates dans le village de Lipa, près de Rijeka, dont 121 étaient des enfants âgés de sept mois à 15 ans.
Une cinquantaine de musulmans sont massacrés à Goražde en mai 1944. Deux mosquées sont incendiées. En juin, lors d'un rassemblement de Tchetniks à Trnovo, la possibilité d'un débarquement allié sur la côte Adriatique est encore évoquée. La conclusion évoque, après le débarquement, que « chaque Serbe doit, une arme à la main, participer au nettoyage de tout non-serbe ».
À la fin de la guerre, de nombreux Tchetniks rejoignent les rangs des Partisans, ce qui n'empêche pas les crimes de guerre, désormais dans le cadre de la lutte partisane. En particulier dans la région d'Herzégovine, en 1945, une proportion importante des unités partisanes locales sont d'anciens Tchetniks.
Les personnalités religieuses sont souvent des cibles clés des atrocités tchetniks ; 67 imams et 52 prêtres catholiques sont tués par les Tchetniks tout au long de la guerre. Un certain nombre de religieuses catholiques sont également violées et tuées, notamment le meurtre de plusieurs religieuses de Goražde en décembre 1941. Des membres de l'intelligentsia culturelle croate et musulmane sont également assassinés, comme l'essayiste et auteur croate Ivo Brnčić (en), tué près de Vlasenica en mai 1943 et le célèbre poète et auteur croate Ivan Goran Kovačić (en), tué près de Foča en juillet 1943. L'un des poèmes posthumes les plus célèbres de Kovačić est Jama (« La Fosse »),, qui condamne les atrocités des Oustachis contre les Serbes.

## Crimes contre les partisans

### Prisonniers de guerre
Lors du soulèvement de novembre 1941 en Serbie, les partisans yougoslaves capturés sont livrés aux nazis. L'état-major du général Dragoljub (Draža) Mihailović livra 350 partisans capturés aux nazis, qui les ont exécutés. Pendant le conflit Tchetnik-Partisan dans l'ouest de la Serbie, les Tchetniks capturent plus d'une centaine de partisans. Un groupe d'environ 500 prisonniers, dont des partisans capturés dans les villes de Gornji Milanovac, Kosjerić, Karan et Planinica, sont capturés par les Tchetniks dans la chaîne de montagnes Ravna Gora.
Vers le 13 novembre 1941, les Tchetniks emmènent un groupe de 365 prisonniers dans la ville de Mionica puis dans le village de Slovac. Ils sont amenés par les forces collaborationnistes nazies et serbes dans la ville de Valjevo. Le convoi est sécurisé par le chef tchetnik Jovan Škavović Škava. La rencontre entre Mihailović et les nazis dans le village de Divci précède la reddition des partisans. Parmi ce groupe de prisonniers, 263 sont exécutés par les nazis à Krušik, Valjevo, le 27 novembre 1941,. D'autres sont ensuite exécutés, déportés vers des camps de concentration ou relâchés,.
Les partisans sont régulièrement exécutés : « 25 partisans capturés et tués 24 sur site » (Miloš Erkić, commandant de la brigade Tuzla du 58e corps, aux commandants des brigades Sember et May, le 24 décembre 1943). Télégramme no 12.425 (no 486) du 14 décembre 1943, de « He He » (major Radoslav Đurić, commandant du 2e corps du Kosovo) rapporte : « Nous avons liquidé le traître [lieutenant] Radulović et son groupe. Les combats ont été menés par la seconde brigade dans le village de Gumništa, où 21 partisans et neuf captifs ont été tués ».

« D'après les témoignages des captifs, se trouvait ici la seconde division prolétarienne du corps de Peko Dapčević, qui compte trois divisions. Cette division comprenait la 2e division dalmate et la 2e division prolétarienne d'environ 800 soldats chacune, et la brigade forestière de 400 personnes (un total de 2 000). Ils disposaient de nombreux lanceurs et armes automatiques, mais manquaient de munitions. Huit anglophones de Keserović avec le colonel Albert Seitz et une station de radio les ont rejoints à Negbina. Leur dernière garnison se trouve à Negbina et la majorité est stationnée à Klek. Beaucoup de leurs blessés sont morts en chemin. Nous en avons capturé 16 et les avons massacrés sans cour martiale. »

— Télégramme n° 1011 par 'Bi-Bi' [Major Radomir Cvetić, commandant du corps Javor]. N° 47, 21 janvier 1944.
L'établissement de Bralenovice près de Danilovgrad, qui abritait un orphelinat avant la Seconde Guerre mondiale, est utilisé comme camp de concentration pour les partisans et les civils. Les emprisonnements les plus importants ont lieu en avril et mai 1942. Comme l'écrit Jakov N. Jovović dans la lettre numéro 8 à Bajo Stanišić le 30 mai 1942, « 489 personnes, allant d'un an à des hommes âgés » sont emprisonnées dans le camp. Le nombre de prisonniers est estimé à 610 en août 1942, et oscille entre 700 et 1 000 à certaines périodes. On estime que Stanišić a tué 426 partisans entre avril 1942 et septembre 1943. Les Tchetniks reçoivent des récompenses en espèces des nazis pour la capture et l'exécution des partisans monténégrins.

### Personnel médical et patients
Le 31 octobre 1941, les Tchetniks attaquent l'hôpital du détachement partisan de Pomoravlje, près du village d'Ursule. Cette attaque fait partie de l'attaque générale des unités collaborationnistes nazies et serbes contre le territoire partisan libre de Levač. Une dizaine d'infirmières et de combattants de l'unité Levača du détachement partisan de Pomoravlje sont capturés. Tous les prisonniers sont emmenés à Rekovac, redirigés vers Riljac et Ljubostinje et tués, envoyés dans des camps de concentration ou évadés.
Les Tchetniks attaquent l'hôpital des partisans du village de Gornja Gorevnica, capturent onze partisans et tuent une infirmière entre le 4 et le 5 novembre 1941. Les prisonniers sont emmenés à Brajići, où ils sont condamnés à mort par une cour martiale ; la sentence est exécutée le 5 novembre à Brajići.
Les Tchetniks massacrent des dizaines de partisans capturés, dont le célèbre poète croate Ivan Goran Kovačić (en), lors de l'opération Schwarz en juin 1943. La 1re division de montagne rapporte : « 498 personnes capturées, dont 411 exécutées ». À Cikot (Bosnie orientale), à la mi-juillet, les Tchetniks trouvent 80 partisans blessés de la 1re division prolétarienne, saisissent leurs armes et les remettent aux nazis qui les exécutent.
Ce mois-là, les Tchetniks capturent des partisans blessés des première et seconde brigades prolétariennes à Bišina et les remettent aux nazis ; les partisans blessés seront ensuite exécutés. Le tchetnik Dragutin Keserović (en) localise un hôpital partisan à Jastrebac en mai 1944 et ouvre le feu sur 24 patients et quatre infirmières. Les Tchetniks découvre un autre hôpital partisan à Semberija ce mois-là, achevant environ 300 patients déjà grièvement blessés. À Krčan, au sud-est d'Udbina, environ 90 partisans grièvement blessés se cachaient dans 16 maisons. Ils ont d'abord rejoint les sous-sols avec quinze infirmières pendant dix jours après l'opération Morgenstern, une offensive anti-partisane conjointe de la Wehrmacht, des forces du NDH et des Tchetniks à Lika. La région résiste du 7 au 23 mai 1944. Des infirmières, pour la plupart membres de la ligue de la jeunesse communiste de Yougoslavie (en) des villages environnants, ont transporté les blessés des sous-sols jusqu'à Krčan. Un groupe de partisans garde Trnova Poljana, protégeant l'accès à Krčan, Kuke et Visuć depuis Lapac. Jovo Popović, connaissant les postes partisans, amène les Tchetniks au village par un chemin détourné. Ils entrent à Krčan le 2 juin 1944 à 10 heures du matin et achèvent 36 partisans blessés ; des femmes et des vieillards cachent 56 autres partisans blessés. Deux médecins, le Croate Josip Kajfeš et l'Italien Suppa, sont tués et le Dr Finderle est blessé.

### Collaborateurs partisans présumés

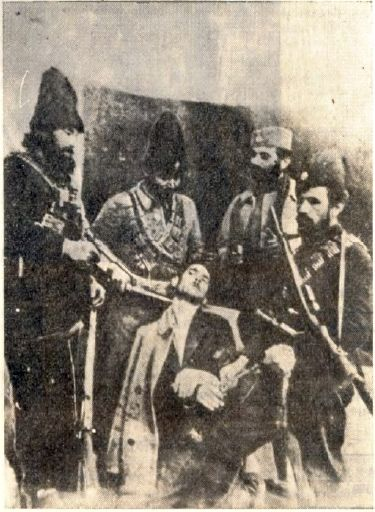
Tchetniks égorgeant un civil désarmé.

Les Tchetniks terrorisent les civils de toutes ethnies soupçonnés de collaboration avec les partisans, intimidant les autres pour décourager le soutien des partisans. La famille d'un suspect est souvent torturée pour collaboration avec les partisans.
Au cours de l'été 1942, les Tchetniks monténégrins, sous le commandement de Blažo Đukanović, Bajo Stanišić et Pavle Đurišić (avec l'approbation de Mihailović), coopèrent pleinement avec les forces italiennes pendant la période de terreur anti-partisane et de représailles contre des collaborateurs présumés, à travers de vastes étendues du Monténégro occupé. Alors que les commandants italiens sont désireux de réduire l'engagement de leurs propres forces, les Tchetniks locaux reçoivent le pouvoir de créer ce qui est essentiellement une force d'occupation parallèle et une force de police pour superviser les zones du protectorat, indépendantes du contrôle italien. À cette fin, les forces tchetniks mettent en œuvre une politique consistant à « punir » toute collaboration civile avec les forces partisanes. Les Tchetniks installent des camps de détention pour les partisans présumés et en juin, Stanišić donne l'ordre de tirer sur tous les paysans reconnus coupables de dons de nourriture pour les partisans. À Nikšić, les partisans capturés et leurs sympathisants sont remis aux Italiens où ils sont immédiatement exécutés.

« J'ai ordonné la liquidation de familles entières, l'incendie de maisons et de villages entiers où sont localisés les fiefs des partisans, car certains dégénérés serbes aident la racaille du prolétariat dans certains villages. J'ai donné cet ordre car nous perdons nos meilleurs nationalistes à cause de nos propres dégénérés. »

— Télégramme n° 13.007 de 'Georgij' (lieutenant-colonel Milutin Radojević, délégué de Mihailović pour la région de Jablanica et Toplice) n° SS 58, 28 décembre 1943
Fin décembre 1943, Draža Mihailović ordonne une opération anticommuniste au sud de Belgrade. Le colonel Jevrem Simić (inspecteur général des détachements tchetniks) et Nikola Kalabić (en) (commandant du corps de garde tchetnik des collines) sont les principaux coordinateurs. Après avoir signé un accord de cessez-le-feu et de coopération avec les nazis dans la région le 26 novembre 1943, les Tchetniks déploient leurs unités et commencent à nettoyer la zone.

« La totalité des zones périphériques de Belgrade sont infestées de communistes et de leurs partisans. J'ordonne au major Mihail Jovanović, au capitaine Lazović, au capitaine Nikola Kalabić, à Komarčević et au corps minier d'être plus énergiques du sud au nord (...) afin de nettoyer tous les srezs, le plus important étant Kosmaj. Il est particulièrement urgent de nettoyer les « srezs » de Grocka et d'Umka. En même temps, je félicite les capitaines Živojin Lazović et Nikola Kalabić. Le décret a été appliqué le 1er décembre et de nouvelles promotions seront accordées en fonction des tâches réalisées. Informez continuellement les autres des mesures prises. »

— Télégramme de Mihailović aux commandants 'Seged', 'Kiš' (Živojin Lazović, commandant du corps Smederevo), 'Ras-Ras' (Nikola Kalabić), 'Dog-Dog' et 'Romel')
L'opération de Mihailović dura du 20 au 21 décembre 1943. Les membres du corps Smederevo sous le commandement de Živan Lazović assassinent 72 civils, dont neuf enfants âgés de neuf mois à 12 ans. Cet événement est connu sous le nom de massacre de Vranić. Après l'opération, Mihailović rapporte : « Terrible inactivité des anciens du corps Aval. Živan Lazović a l'obligation de se déplacer pour montrer les tâches à accomplir.
En janvier 1943, sous le commandement de Komarčević, les Tchetniks liquident 72 partisans à Posavina Srez. En décembre, le commandant tchetnik Živan Lazović tue 15 paysans partisans. Ce mois-là, les Tchetniks (sous le commandement de Nikola Kalabić) exécutent 21 paysans à Kopljare et, sous le commandement de Vuk Kalaitović (en), abattent 18 autres partisans dans la ville de Sjenica. Les Tchetniks sous le commandement de Sveto Bogičević entrent à Sepci, où ils capturent Sava Sremečević, Konstantin Vojinović, Ilija Radojević et Ilija Jovanović en août 1944. Après les avoir torturés pour tenter de leur extorquer des aveux de collaboration avec les Partisans, les quatre sont liquidés.

## Crimes contre les Juifs
Selon Yad Vashem, les Tchetniks adoptent initialement une attitude ambivalente envers les Juifs et, étant donné leur statut de mouvement de résistance contre l'occupation nazie au début de la guerre, un certain nombre de Juifs ont servi dans les rangs des Tchetniks. Le rang des partisans yougoslaves grandissant en nombre et en puissance, les Tchetniks anticommunistes devinrent de plus en plus collaborationnistes et les Tchetniks juifs passèrent dans les rangs partisans. Par la suite, après la première moitié de 1942, la propagande tchetnik aux thèmes chauvins et antisémites devinrent une constante. Dans divers endroits de Serbie, à partir du milieu de 1942, se cachent plusieurs centaines de Juifs, pour la plupart des femmes et des enfants. Selon les témoignages des Juifs survivants, les Tchetniks de Draža Mihailović ont persécuté les Juifs dans cette région et participé à leur assassinat. À plusieurs reprises, ils ont également été livrés aux Allemands.

## Nombre de victimes
Vladimir Geiger, de l'Institut croate d'histoire de Zagreb, note que la recherche sur les pertes humaines en Croatie et en Yougoslavie pendant la Seconde Guerre mondiale (et dans les années d'après-guerre) est une tâche controversée et reste un sujet politique sensible. Les estimations concernant les pertes humaines causées par les Tchetniks varient considérablement.
Le démographe croate Vladimir Žerjavić (en) estime initialement à 65 000 le nombre de musulmans et de Croates tués par les Tchetniks en Croatie et en Bosnie-Herzégovine (33 000 musulmans et 32 000 Croates ; combattants et civils). L'historienne Sabrina P. Ramet cite également ce chiffre et ajoute la destruction par les Tchetniks de 300 villages et petites villes ainsi qu'un grand nombre de mosquées et d'églises catholiques. Dans un autre journal de 1994, Žerjavić estime le nombre de morts à 68 000, dont 41 000 civils et « victimes du terrorisme direct ». Dans un article de 1995, sans compter les décès de partisans, Žerjavić estime à 47 000 « victimes des Tchetniks » (29 000 musulmans et 18 000 Croates). Ce bilan est repris en 2018 par les historiens Jean Lopez, Nicolas Aubin et Vincent Bernard dans l'Infographie de la Seconde Guerre mondiale.
En 1993, en utilisant principalement l'identification par des noms individuels, les chercheurs Mihajlo Sobolevski, Zdravko Dizdar, Igor Graovac et Slobodan Žarić estiment que les Tchetniks sont responsables de la mort de 3 500 personnes sur le territoire croate, bien que ce chiffre est basé sur des recherches incomplètes. Cela diffère de l'estimation initiale de Žerjavić de 20 000 personnes pour le territoire croate. Dizdar confirme ensuite le total de 65 000 de Žerjavić pour la Croatie et la Bosnie-Herzégovine. En 2012, sans fournir de référence à une liste de victimes ni à une vérification des données, Dizdar dénombre « plus de 50 000 » victimes croates et musulmanes documentées, recherchées et enregistrées des Tchetniks. L'historien Enver Redžić (en) parle de « des dizaines de milliers de vies musulmanes » perdues dans les massacres tchetniks. L'historien Šemso Tucaković (en) estime dans son livre Crimes Against Bosnian Muslims 1941-1945 qu'environ 100 000 musulmans ont été tués par les Tchetniks.
Živko Topalović (en), proche collaborateur de Mihailović et président du Congrès Ba (en) de 1944,, annonce le nombre de 40 000 musulmans de Bosnie, d'Herzégovine et du Sandžak tués par les Tchetniks rien qu'en janvier 1944.
La recherche sur les crimes tchetniks en Serbie n’a jamais été systématique et fut principalement menée au niveau régional par des historiens et des chercheurs locaux. Pour le territoire du Sandžak en Serbie-Monténégro, le chercheur Safet Hadžibegović publie une liste de victimes de 3 708 musulmans du district de Priboj ayant été tués par les Tchetniks, pour la plupart début février 1943. Une recherche antérieure montre que 1 058 de ces victimes avaient moins de 15 ans  Dans le district de Pljevlja, 1 380 victimes du massacre des Tchetniks de février 1943 ont été enregistrées en 1969. Selon la « Commission d'État pour la détermination des crimes commis par les occupants et leurs partisans » du gouvernement yougoslave, les Tchetniks sont responsables de la mort de 8 874 citoyens serbes en dehors des combats et de l'incendie de 6 828 bâtiments. Par la suite, les listes de victimes publiées indiquent un nombre plus élevé de décès.
Dans son livre Statistics of Democide: Genocide and Mass Murder Since 1900, Rudolph Rummel donne une estimation basse du « démocide tchetnik » de 50 000, une estimation haute de 500 000 et une valeur moyenne de 100 000 musulmans, Croates, Albanais et prisonniers de guerre tués tout au long de la guerre. Selon l'historien Tomislav Dulić, dans une analyse critique des estimations de Rummel pour la Yougoslavie, les pertes contrastent avec les recherches démographiques yougoslaves et sont trop élevées.

## Procès

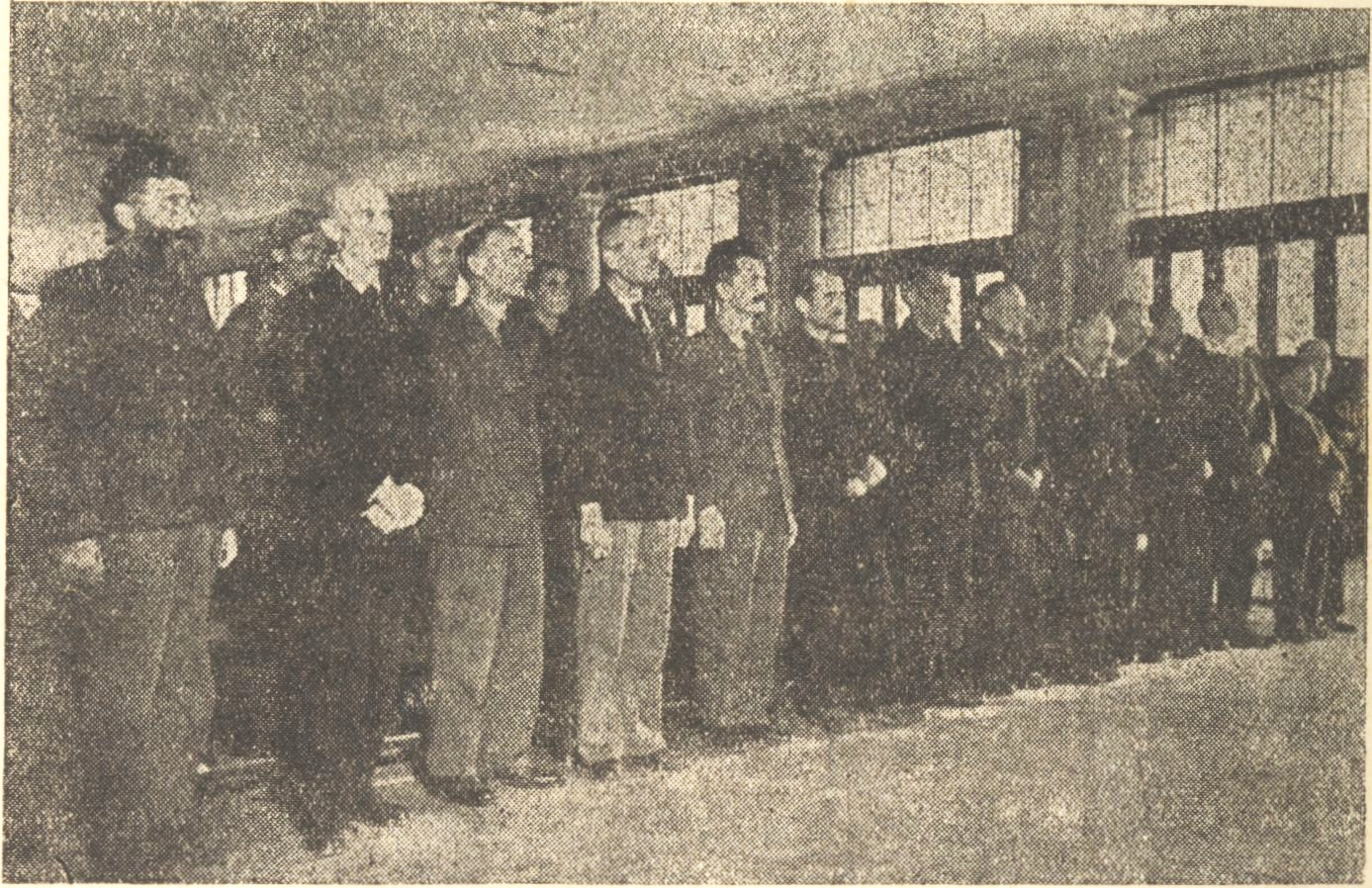
Lecture du verdict du procès de Belgrade.

Très peu de dirigeants tchetniks ont été jugés après la guerre. La participation des Tchetniks après la guerre au Parti communiste et au nouveau gouvernement a permis la survie du mouvement et son institutionnalisation.
Début août 1945, le premier procès public d'après-guerre (devant la cour martiale) a lieu à Belgrade contre Vojislav Lukačević et d'autres. Le procureur Miloš Minić accusé Lukačević d'un massacre à Foča en tant que commandant des unités tchetniks en Bosnie, de participation à l'extermination de la population musulmane, de collaboration avec les nazis et Milan Nedić et de crimes contre les partisans yougoslaves. Lukačević, reconnu coupable et condamné à mort, est exécuté à Belgrade fin août 1945.
Le chef tchetnik Dragoljub Mihailović est capturé le 13 mars 1946 par des agents de l'Agence de sécurité yougoslave (OZNA) et inculpé de 47 chefs d'accusation. Il est reconnu coupable de huit chefs d'accusation, dont crimes de guerre et haute trahison. Mihailović, condamné à mort le 15 juillet, est exécuté avec neuf autres commandants tchetniks à Lisičji Potok aux premières heures du 18 juillet 1946.

## Historiographie
Le professeur Edina Bećirević écrit : « les crimes commis par les Tchetniks contre la population musulmane et croate ont été relativement passés sous silence ». Des recherches approfondies sur le génocide des musulmans pendant la Seconde Guerre mondiale commencent dans les années 1990. La raison de ce silence est double : Josip Broz Tito recherchait une politique de fraternité et d'unité nécessitant le consentement des historiens de la région. En outre, Bećirević cite les travaux de l'historien Max Bergholz qui, grâce à ses recherches, a découvert la participation de nombreux anciens Tchetniks aux massacres de musulmans avant qu'ils ne rejoignent le mouvement partisan, évitant ainsi la persécution et la traque des autorités après la fin de la guerre.
Certains historiographes pointent la responsabilité des Tchetniks dans les massacres contre les musulmans bosniaques, qu'ils qualifient de « génocide », note l'historien Samuel Totten.
Selon l'historien Jozo Tomasevich, la « pratique généralisée du génocide » est la raison du nombre élevé de victimes de la Seconde Guerre mondiale en Yougoslavie : « les victimes les plus nombreuses sont les Serbes ayant péri aux mains des Oustachis, et les Croates et les Musulmans ayant péri aux mains des Tchetniks ». Il dénonce la complicité des forces italiennes fascistes dans ces crimes. Redžić note : « la campagne tchetnik contre les Croates et les musulmans » a été « menée sous la forme d'un nettoyage ethnique et d'un génocide, afin de former un territoire ethniquement homogène pour l'État expansionniste serbe ». Selon les historiens Matjaž Klemenčič et Mitja Žagar, les Tchetniks « menaient leur politique ethnique de « nettoyage ethnique » et de génocide contre la population civile dans le territoire sous leur contrôle » et « voulaient également exterminer leurs opposants politiques de la même ethnie ».
Selon l'historien Marko Attila Hoare, « les Tchetniks ont poursuivi leur génocide contre les musulmans et les Croates sous l'égide de l'Italie ». Le « génocide tchetnik » en Bosnie-Herzégovine « est le résultat final de la longue lutte des paysans radicaux serbes de Bosnie contre les propriétaires fonciers musulmans, ainsi que de la compétition des politiciens nationalistes serbes de Bosnie pour le contrôle de la Bosnie-Herzégovine durant l'entre-deux-guerres ». En examinant le livre de Hoare Genocide and Resistance in Hitler's Bosnia: The Partisans and the Chetniks, 1941-1943, Jonathan Gumz et Heather Williams notent la perceptibilité de Hoare sur la faiblesse de la structure organisationnelle des Tchetniks et sur leurs divisions, manquant d'un leadership centralisé sévère, capable de perpétrer son propre génocide.
Sur la question d'un possible génocide des Tchetniks, l'historien et spécialiste du génocide Paul Mojzes confirme bien l'intention d'expulsion de la population musulmane de certains territoires, mais face au déroulement complexe de la guerre, les Tchetniks ne disposaient pas de soutien militaire ni d'ordres du gouvernement royal yougoslave. Il pointe cependant la culpabilité des Tchetniks dans les crimes contre l'humanité, de massacres et de nettoyage ethnique. D'après Michele Frucht Levy, les Tchetniks, sans appareil d'État, ni direction territorialement unie et réseau de propagande médiatique, ont procédé à un nettoyage ethnique et à des massacres plutôt qu'à un génocide.
David Bruce MacDonald (en) conteste la qualification de « génocide » sur les crimes commis en Yougoslavie occupée par les Tchetniks ou les Oustachis. Sous le titre Y a-t-il déjà eu un génocide en Serbie ou en Croatie ?, il affirme que « le génocide (des Serbes ou des Croates) dans la Yougoslavie occupée et divisée pendant la Seconde Guerre mondiale est très difficile à prouver ». La suggestion d'une probable collaboration entre les Tchetniks, les Allemands et les Italiens sur la mise en œuvre du génocide des Croates et des Musulmans s'avère « très trompeur » d'après MacDonald. Cependant, il écrit plus tard qu'il n'existe aucune preuve concrète d'intention d'extermination de la population croate par les Tchetniks (contrairement aux Oustachis), dont les crimes correspondent principalement à la définition du génocide.
L'historien Tomislav Dulić compare les atrocités perpétrées par les Tchetniks et les Oustachis. Il note : « les processus de destruction ont pris des formes différentes en raison du fait que les Oustachis disposaient de la capacité infrastructurelle d'un État, tandis que les Tchetniks formaient une organisation prônant la guérilla » (...) « les Tchetniks ont tenté de s'organiser le plus possible tout en cherchant à réaliser une « utopie nationale » moderne. Le problème résulte qu’ils ne disposaient tout simplement pas de la capacité militaire et infrastructurelle nécessaire pour organiser et maintenir un processus de destruction cohérent dans toute la Yougoslavie sur une période prolongée ». Pour Paul Mojzes, l’assimilation des crimes des Tchetniks et des Oustachis « ne résiste pas à un examen critique ».
D'un autre côté, l'historien Mark Levene, comparant également les deux mouvements, note : « ce qui rend la violence génocidaire tchetnik si convaincante, c'est sa réalisation avec le peu de coordination par rapport à que ce que les Oustachis pouvaient rassembler, comme si leurs commandants savaient ce qu'on attendait d'eux ».
L'érudit Jovan Byford estime que les violences tchetniks menées contre les civils musulmans dans l'est de la Bosnie en 1942 et 1943 équivalent à un génocide. Alors qu'il note que les crimes tchetniks contre les musulmans sont « plus localisés et à plus petite échelle » par rapport à la violence oustachi contre les Serbes, « ses objectifs, sa cruauté calculée et son impact dévastateur sur la communauté des victimes demeurent comparables ».

#### Livres
- (bs) Mujo Begić, Zločini ustanika u Ljutočkoj dolini 1941. godine [« Crimes of insurgents in the Ljutočka valley in 1941 »], Sarajevo, Bosnia and Herzegovina, Institut za istraživanje zločina protiv čovječnosti i međunarodnog prava Univerziteta u Sarajevu, 2013 (ISBN 9789958740930, lire en ligne)
- Philip J. Cohen, Serbia's Secret War: Propaganda and the Deceit of History, College Station, Texas, Texas A&M University Press, 1996 (ISBN 978-0-89096-760-7, lire en ligne)
- Smail Čekić, Genocid nad Bošnjacima u Drugom svjetskom ratu: dokumenti [« Genocide of Bosniaks in World War II: documents »], Udruženje Muslimana za antigenocidne aktivnosti, 1996 (lire en ligne [archive du 15 octobre 2020])
- (sh) Vladimir Dedijer et Antun Miletić, Genocid nad Muslimanima, 1941–1945: zbornik dokumenata i svedočenja [« Genocide of Muslims, 1941–1945: A Collection of Documents and Testimonies »], Sarajevo, Yugoslavia, Svjetlost, 1990 (ISBN 978-86-01-01829-7)
- Zdravko Dizdar et Mihajlo Sobolevski, Prešućivani četnički zločini u Hrvatskoj i u Bosni i Hercegovini 1941–1945 [« Suppressed Chetnik Crimes in Croatia and Bosnia and Herzegovina 1941–1945 »], Zagreb, Croatian Institute of History, 1999 (ISBN 978-953-6491-28-5, lire en ligne)
- Tomislav Dulić, Utopias of Nation: Local Mass Killing in Bosnia and Herzegovina, 1941–42, Uppsala, Sweden, Uppsala University Library, 2005 (ISBN 978-9-1554-6302-1, lire en ligne)
- Tomislav Dulić, New Perspectives on Yugoslavia: Key Issues and Controversies, Routledge, 2010 (ISBN 978-1-136-93132-1, lire en ligne), « Ethnic Violence in Occupied Yugoslavia: Mass Killing from Above and Below »
- Marko Attila Hoare, Genocide and Resistance in Hitler's Bosnia: The Partisans and the Chetniks 1941–1943, New York, Oxford University Press, 2006 (ISBN 978-0-19-726380-8)
- Marko Attila Hoare, The History of Bosnia: From the Middle Ages to the Present Day, Saqi, 2007 (ISBN 978-0-86356-953-1, lire en ligne)
- Marko Attila Hoare, Bosnian Muslims in the Second World War, Oxford, UK, Oxford University Press, 2013 (ISBN 978-0-231-70394-9)
- Mario Jareb, Serbia and the Serbs in World War Two, London, Palgrave Macmillan, 2011, 155–174 p. (ISBN 978-0230278301), « Allies or Foes? Mihailovic's Chetniks during the Second World War »
- Fikreta Jelić Butić, Četnici u Hrvatskoj, 1941-1945 [« Chetniks in Croatia, 1941-1945 »], Globus, 1986 (ISBN 9788634300109, lire en ligne)
- Matjaž Klemenčič et Mitja Žagar, The former Yugoslavia's diverse peoples: a reference sourcebook, ABC-CLIO, 2004 (ISBN 978-1-57607-294-3, lire en ligne)
- Mark Levene, Annihilation: Volume II: The European Rimlands 1939-1953, OUP Oxford, décembre 2013 (ISBN 978-0-19-968304-8, lire en ligne)
- Jean Lopez, Nicolas Aubin, Vincent Bernard et Nicollas Guillerat, Infographie de la Seconde Guerre mondiale, Perrin, 2018, 200 p. (ISBN 978-2262068257).
- David Bruce MacDonald, Balkan Holocausts?: Serbian and Croatian Victim Centered Propaganda and the War in Yugoslavia, Manchester, Manchester University Press, 2002 (ISBN 978-0-7190-6467-8)
- Matteo J. Milazzo, The Chetnik Movement and the Yugoslav Resistance, Baltimore, Maryland, Johns Hopkins University Press, 1975 (ISBN 9781421433417, lire en ligne)
- Milan Radanović, Kazna i zločin: snage kolaboracije u Srbiji [« Crime and punishment: Forces of collaboration in Serbia »], Belgrade, Rosa Luxemburg Stiftung, Regionalna kancelarija za jugoistočnu Evropu, 2016 (ISBN 9788688745161, lire en ligne)
- Sabrina P. Ramet, The Three Yugoslavias: State-Building and Legitimation, 1918–2005, Bloomington, Indiana University Press, 2006 (ISBN 978-0-253-34656-8, lire en ligne)
- Enver Redžić, Muslimansko autonomaštvo i 13. SS divizija: autonomija Bosne i Hercegovine i Hitlerov Treći Rajh [« Muslim Autonomy and the 13th SS Division: the Autonomy of Bosnia and Herzegovina and Hitler's Third Reich »], Sarajevo, Svjetlost, 1987 (ISBN 9788601011243, lire en ligne)
- Enver Redžić, Bosnia and Herzegovina in the Second World War, London; New York, Frank Cass, 2005 (ISBN 978-0-7146-5625-0, lire en ligne)
- Rudolph J. Rummel, Statistics of Democide: Genocide and Mass Murder Since 1900, LIT Verlag Münster, 1998 (ISBN 978-3-8258-4010-5, lire en ligne)
- Frederick Bernard Singleton, A Short History of the Yugoslav Peoples, New York, Cambridge University Press, 1985 (ISBN 978-0-521-27485-2, lire en ligne )
- Jozo Tomasevich, War and Revolution in Yugoslavia, 1941–1945: The Chetniks, Stanford, Stanford University Press, 1975 (ISBN 978-0-8047-0857-9, lire en ligne)
- Jozo Tomasevich, War and Revolution in Yugoslavia, 1941–1945: Occupation and Collaboration, vol. 2, San Francisco, Stanford University Press, 2001 (ISBN 978-0-8047-3615-2)
- Nejra Veljan et Maida Ćehajić, « A Dangerous Nexus? History, Ideology and the Structure of the Contemporary Chetnik Movement », Democracy and Security in Southeastern Europe, Sarajevo, Bosnia and Herzegovina, Atlantic Initiative, vol. VII, no 1,‎ 2020, p. 22–40 (ISSN 1986-5708, lire en ligne)
- (hr) Vladimir Žerjavić, « Demografski i ratni gubici Hrvatske u Drugom svjetskom ratu i poraću » [« Demographic and War Losses of Croatia in the World War Two and in the Postwar Period »], Journal of Contemporary History, Zagreb, Croatia, vol. 27, no 3,‎ 1995, p. 543–559 (lire en ligne)
- Paul Mojzes, Balkan Genocides: Holocaust and Ethnic Cleansing in the 20th Century, Lanham, Rowman & Littlefield, 2011 (ISBN 9781442206632)
- Michele Frucht Levy, Crimes of State Past and Present: Government-Sponsored Atrocities and International Legal Responses, Routledge, 2013, « 'The Last Bullet for the Last Serb': The Ustaša Genocide against Serbs: 1941–1945 »
- David Bruce MacDonald, Genocides by the Oppressed: Subaltern Genocide in Theory and Practice, Bloomington, Indiana, Indiana University Press, 2009, « From Jasenovac to Srebrenica: Subaltern Genocide and the Serbs »
- Ivo Žanić, Flag on the Mountain: A Political Anthropology of War in Croatia and Bosnia-Herzegovina, 1990–1995, London, Saqi, 2007 (ISBN 978-0-86356-815-2)
- (hr) Bogdan Krizman, Pavelić između Hitlera i Mussolinija, Globus, 1980 (ISBN 9788634301540, OCLC 7833178, lire en ligne)
- (hr) Živko Topalović, Kako su komunisti dograbili vlast u Jugoslaviji [« How the Communists Seized Power in Yugoslavia »], London, Izd. "Sindikalista,", 1985

#### Journaux
- Vladimir Geiger, « Human losses of Croats in World War II and the immediate post-war period caused by the Chetniks (Yugoslav Army in the Fatherland) and the Partizans (People's Liberation Army and the partizan detachment of Yugoslavia/Yugoslav Army) and the Yugoslav Communist authoritities. Numerical indicators », Review of Croatian History, vol. VIII, no 1,‎ 2012, p. 77–121 (lire en ligne)
- Jonathan Gumz, « Reviews: Marko Attila Hoare, Genocide and Resistance in Hitler's Bosnia: The Partisans and Chetniks, 1941—1943, British Academy Postdoctoral Fellowship Monograph, Oxford: Oxford University Press, 2006; xiv + 386 pp; £65.00 hbk;  (ISBN 9780197263808): Stevan K. Pavlowitch, Hitler's New Disorder: The Second World War in Yugoslavia, London: Hurst Publishers, 2008; xix + 332 pp.; £20.00 pbk;  (ISBN 1850658951) », Journal of Contemporary History, vol. 43, no 3,‎ 2011, p. 219 (DOI 10.1177/00220094110460010310, S2CID 220879089)
- (hr) Mario Jareb, « Prilog raspravi o karakteru ustanka od 27. srpnja 1941. godine » [« An addition to the debate about the character of the uprising of 27 July 1941 »], Journal of Contemporary History, Zagreb, Croatia, Croatian Institute of History, vol. 43, no 3,‎ décembre 2011, p. 751–771 (lire en ligne)
- (hr) Mihael Sobolevski, « Prilog istraživanju zločina četničkog pokreta u Lici u Drugom svjetskom ratu » [« An addition to the investigation of the crimes of the Chetnik movement in Lika in the Second World War »], The Anthology of Senj: Contributions to Geography, Ethnology, Economy, History and Culture, Zagreb, Croatia, Croatian Institute of History, vol. 21, no 1,‎ 1994, p. 271–289 (lire en ligne)
- (hr) Mihael Sobolevski, « Pljačka i teror Dinarske četničke divizije na području općine Krivi put 28. i 29. prosinca 1944. » [« Robbery and Terror of Dinara Chetnik Division in the Krivi Put Region on 28th and 29th December 1944 »], The Anthology of Senj: Contributions to Geography, Ethnology, Economy, History and Culture, Zagreb, Croatia, Croatian Institute of History, vol. 31, no 1,‎ 2004, p. 271–289 (lire en ligne)
- Heather Williams, « Genocide and Resistance in Hitler's Bosnia: The Partisans and Chetniks, 1941-1943. By Marko Attila Hoare. Oxford: Oxford University Press for the British Academy, 2006. xiv, 386 pp. Notes. Bibliography. Glossary. Index. Maps. $99.00, hard bound. », Slavic Review, vol. 67, no 2,‎ 2008, p. 465–466 (DOI 10.1017/S0037677900023810, S2CID 164697698)

#### Sites Internet
- Zdravko Dizdar, « Chetnik Genocidal Crimes Against Croatians and Muslims in Bosnia. and Herzegovina and Against Croatians in Croatia During World War II » [archive du 3 mars 2006], Hic.hr, 1996 (consulté le 7 mai 2020)
- (sh) Ivo Goldstein, « Četnički zločin u Rami u listopadu 1942. godine (III dio) » [« Chetnik Crimes in Rama in October 1942 (Part III) »] [archive du 22 novembre 2012], Prometej, 7 novembre 2012
- Marko Hoare, « The Chetniks and the Jews » [archive du 15 août 2011], n.d. Extract from Genocide and Resistance in Hitler’s Bosnia: The Partisans and the Chetniks, 1941-1943, Oxford University Press, Oxford, 2006 (p. 156–162).
- Daniel Toljaga, « Prelude to the Srebrenica genocide », Bosnian Institute,‎ 18 novembre 2010 (lire en ligne [archive du 6 septembre 2013], consulté le 7 mai 2020)